# Перри, Джо (музыкант)
Энтони Джозеф «Джо» Перри (англ. Anthony Joseph Perry; 10 сентября 1950, Лоренс (Массачусетс), США) — американский гитарист и автор песен. Наиболее известен как основатель и участник группы Aerosmith.
Журнал Rolling Stone поместил его на 48-ю позицию в списке 100 величайших гитаристов всех времён 2003 года, и на 84-ю — в списке 2011 года.

## Биография
Со стороны отца его родственники — португальцы, выходцы с Мадейры. Его дед поменял фамилию с Перейра на Перри, когда переехал в США. Со стороны матери — итальянцы из Неаполя.
Детство Перри прошло в Хопдэйле, штат Массачусетс. Его отец работал бухгалтером, а мать — преподавателем гимнастики, а позднее инструктором по аэробике. Перри ходил в подготовительную школу Vermont Academy, школу-интернат на 230 учащихся в Сакстонс Ривер, Вермонт.
В 1968 он перебрался в городок Санэйпи в Нью-Хэмпшире и поселился на родительской даче, играя на гитаре и подрабатывая мытьём посуды в клубе The Anchorage. Позже с бас-гитаристом Томом Хамильтоном они организовали блюз-трио Pipe Dream. В течение четырёх лет они играли в группах Pipedream, Plastic Glass и The Jam Band. The Jam Band распалась в 1970 году. К тому времени распалась группа, в которой выступал Стивен Тайлер.
В 1971 состав группы, получившей новое название Aerosmith, дополнили гитарист Рэй Табано (вскоре заменённый Брэдом Уитфордом) и барабанщик Джоуи Крамер. Aerosmith регулярно выступали в кафе, колледжах, школах и барах, имея по 30 долларов за вечер.
К концу 1972 в поисках работы они добрались до Нью-Йорка и непосильным трудом заслужили ангажемент в клубе-ресторане Max’s Kansas City, где их и открыл для себя исполнительный директор CBS Клайв Дэвис.
Исполнил открывающую тему к мультфильму «Человек-паук» 1994 года.

## Сольная дискография
- Let the Music Do the Talking (1980)
- I've Got the Rock'n'Rolls Again (1981)
- Once a Rocker, Always a Rocker (1983)
- Joe Perry (2005)
- Have Guitar, Will Travel (2009)